# Manru
Versions successives
- Version originale en allemand
- Traduction en polonais et en anglais

Représentations notables
- 1902 : Metropolitan Opera, New York

Personnages
- Jadwiga, une paysanne (Mezzo soprano)
- Ulana, sa fille (Soprano)
- Manru, son mari gitan (Tenor)
- Urok, un nain (Baryton)
- Asa, gitane (Mezzo soprano)
- Oros, chef des gitans (Basse)
- Gitans (Chœur)

Manru est un opéra en trois actes de Ignacy Jan Paderewski, sur un livret de Alfred Nossig, en allemand, tiré du roman A Hut Behind the Village (1854) de Józef Ignacy Kraszewski.
Unique opéra de Paderewski, l'œuvre fut créée le 29 mai 1901 au Semperoper de Dresde qui avait passé commande au compositeur. Ernst von Schuch en était le chef d'orchestre.

## Histoire
Le livret original en allemand a été  traduit en polonais par Paderewski et Stanisław Rossowsk pour une représentation donnée à Lviv le 8 juin 1901, quelques jours après la première à Dresde.
De nombreuses créations nationales de l'œuvre ont eu lieu en Europe, notamment à  Prague le 24 novembre 1901, à Zurich le 30 janvier 1902 et à Varsovie le 24 mai 1902. L'opéra a également été joué à Monte Carlo, Bonn et Kiev.
Manru, dans la traduction anglaise de Henry Edward Krehbiel, a été créé au Metropolitan Opera le 24 février 1902, sous la direction musicale de Walter Damrosch, puis a donné lieu à neuf performances, quatre à New York et une dans chacune des villes de la tournée alors organisée par le MET, Philadelphie, Chicago, Boston, Baltimore et Pittsburgh. C'étaient également les débuts au Metropolitan Opera du ténor Alexander Von Bandrowski.
L'opéra guide de  Jozef Kanski (PWM 1978) rapporte quelques reprises de l'œuvre en 1930 au Grand Opera Theatre de Varsovie, puis à nouveau en 1936. L'Opéra de Poznán a également organisé une série de représentations avec une toute nouvelle mise en scène en 1938. Mais depuis 1945, il y a eu aucune production en dehors de la Pologne où l'oeuvre a été jouée notamment  à Poznán et à Varsovie en 1961 puis à Wrocław en 1990 pour marquer le 130e anniversaire du compositeur.
Un concert a été  donnée en 2001 à l'Opéra de Wrocław pour fêter le  60 e anniversaire de la mort de Paderewski. Le premier enregistrement de l'œuvre, assuré par La maison de disques polonaise Dux Records, a été alors réalisé sous la direction musicale de Ewa Michnik. Le deuxième enregistrement, toujours dans la version polonaise, a eu lieu à l'Opera Nova de Bydgoszcz qui a donné plusieurs représentations mises en scène en 2006.
La mise en scène de Marek Weiss en 2022 au Grand Théâtre de Varsovie est filmée et donne lieu au premier DVD. L'orchestre et les chœurs sont sous la direction de Grzegorz Nowak et les rôles principaux sont tenus par Peter Berger, Ewa Tracz et Mikołaj  Zalasiński. La plate forme de diffusion d'opéras en ligne, Operavision, retransmet cette captation durant l'année 2022.
En mars 2022, l'opéra a été enfin joué en version originale allemande à l’Opéra de Bühnen Halle, dans une mise en scène de Katharina Kastening qui a remporté le prix Faust pour cette recréation de la version originale de ce Manru. « S’emparant de l’œuvre, elle ne lasse pas de l’interroger en posant des questions qui obsédaient Paderewski lui-même : “Comment une société se déchire ? Comment naissent les conflits entre les peuples ?” La mise en scène épurée, nettoyée de tout cliché, rend à Manru toute sa force et en fait le symbole de la lutte contre toute forme d’intolérance. ».
L'opéra n'est revenu en France qu'en mai 2023, à l'opéra national de Lorraine pour quatre représentations, données dans la version originale allemande, dans cette même mise en scène en coproduction avec Halle et sous la direction musicale de Marta Gardolińska. La distribution réunit Thomas Blondelle dans le rôle de Manru, aux côtés de Gemma Summerfield et Gyula Nagy. France Musique diffuse l'une des représentations le 3 juin 2023.

## Rôles et tessitures
- Hedwig ou Jadwiga, paysanne (mezzo-soprano)
- Ulana, sa fille (soprano)
- Manru, tzigane et mari d'Ulana (ténor)
- Urok, nain (baryton)
- Asa, gitane (mezzo-soprano)
- Oros, chef des gitans (basse)
- Tsiganes (chœur)

## Argument
L'œuvre dépeint les relations conflictuelles et violentes entre un village des Tatras et des Tziganes victimes du racisme et de la xénophobie.

### Acte I
La paysanne Jadwiga se lamente de la honte que sa fille Ulana lui a infligée lorsqu'elle a épousé le gitan Manru. Ulana aimerait se réconcilier avec sa mère, mais cette dernière n'accorderait son pardon qu'à condition qu'elle quitte Manru. La jeune femme, qui n'a plus de maison, craint que Manru ne la quitte et demande donc au nain Urok, qui a des pouvoirs magiques, de lui préparer une potion avec laquelle elle peut lier Manru à elle pour toujours, car elle a entendu dire à quel point les gitans sont infidèles.

### Acte II
Manru a quitté les gitans pour vivre en ville avec Ulana. Ils ont un enfant ensemble, mais Manru est toujours malheureux et Ulana est de plus en plus anxieuse à l'idée qu'il puisse la quitter. En effet, son mari rencontre une gitane qui lui apprend que la jeune gitane Asa est tombée amoureuse de lui et souhaite qu'il revienne chez les gitans. Enfin, Ulana donne à Manru la potion magique et l'acte se termine avec lui déclarant sa passion pour elle.

### Acte III
Manru erre dans une forêt et s'émerveille de la magie qui s'est soudainement emparée de lui. Il rencontre ses amis gitans et certains lui demandent immédiatement de revenir vers eux. Seul le chef, Oros, ne veut pas le reprendre. Irrités par l'entêtement d'Oro, les gitans décident de le déposer en tant que chef et de suivre Manru à la place. Celui-ci accepte cette décision et reste avec eux. Désespérée d'avoir perdu son époux, Ulana fini par se tuer. Attristé par la mort de son amour secret et en colère contre Manru, Urok tue le chef gitan.

## Musique
Musicalement, Paderewski, grand pianiste virtuose et compositeur, vit avec son époque, fortement influencée par Richard Wagner. On y retrouve des leitmotivs qui se rejoignent avant le dénouement final au début de l'acte 3. Mais c'est  l'inspiration slave, notamment celle de Bedřich Smetana ou d'Antonin Dvorak qu'il faut également évoquer avec cet art des thèmes musicaux folkloriques qui se mêlent à l'orchestration, notamment les airs de violon solo et de cymbalum qui évoquent l'ambiance gitane. Les chœurs représentant soit la foule des villageois soit la communauté gitane sont également très sollicités.

## Discographie et vidéographie
- Manru avec Taras Ivaniv (Manru), Ewa Czermak (Ulana), Barbara Krahel (Jadwiga), Agnieszka Rehlis (Aza), Radosław Żukowski (Jagu), Maciej Krzysztyniak (Urok), Zbiegniew Kryczka (Oroz), Dorota Dutkowska (ein Mädchen), Andrzej Kalinin (Stimme aus den Bergen), Stanisław Czermak (Violine), Chor und Orchester der Schlesischen Oper Wrocław, direction musicale: Ewa Michnik. Dauer: 110 min, 2 CDs Dux Records, 2001
- Manru avec Janusz Ratajcak (Manru), Violetta Chodowicz (Ulana), Barbara Krahel (Jadwiga), Monika Ledzion (Aza), Jacek Greszta (Oros), Leszek Skrla (Urok), Lukasz Golinski (Jagu) ; Chœur et Orchestre de l' Opera Nova Bydgoszcz; Direction musicale: Maciej Figas; 2CDs Dux Records, 2006
- Manru, avec Peter Berger (Manru), Ewa Tracz (Ulana), Mikołaj Zalasiński (Urok), Anna Lubańska (Jadwiga), Monika Ledzion-Porczyńska (Aza), Dariusz Machej (Oros), les chœurs et l'orchestre de du Teatr Wielki – Théâtre national de Varsovie, 2022 DVD